# Nordheim (Texas)
Nordheim è una città della contea di DeWitt, nello Stato del Texas, negli Stati Uniti. Secondo il censimento del 2020, possedeva una popolazione di 336 abitanti.

## Geografia fisica
Secondo l'Ufficio del censimento degli Stati Uniti, ha una superficie totale di 0,50 mi² (1,29 km²).

## Storia
L'insediamento ha avuto origine come raccordo ferroviario, noto con il nome di Weldon Switch, sulla linea ferroviaria di proprietà della San Antonio and Aransas Pass Railway. Il binario era stato costruito oltre il Pilot Knob, una collina alta 447 piedi, il punto più alto della linea ferroviaria tra Waco, Houston e San Antonio. La città è stata progettata dall'H. Runge and Company, con sede a Cuero, che ha venduto il suo primo lotto nel 1895. William Frobese, presidente della Runge and Company, chiese alla compagnia ferroviaria di chiamare l'insediamento Nordheim in onore della sua città natale in Germania, dalla quale proveniva.

## Società

### Evoluzione demografica
Secondo il censimento del 2020, la popolazione era di 336 abitanti. Al precedente censimento, quello del 2010, la popolazione era di 307 abitanti.

### Etnie e minoranze straniere
Secondo il censimento del 2020, la composizione etnica della città era formata dal 56,25% di bianchi, il 2,08% di afroamericani, lo 0,3% di nativi americani, lo 0,3% di asiatici, lo 0,3% di altre etnie e il 3,27% di due o più etnie. Ispanici o latinos di qualunque etnia erano il 37,5% della popolazione.